# موانا (فیلم ۲۰۲۶)
موانا (انگلیسی: Moana) یک فیلم آمریکایی در ژانر اکشن-ماجراجویی فانتزی موزیکال به کارگردانی توماس کیل و تهیه‌کنندگی دوئین جانسون، هیرام و دنی گارسیا و بو فلین است. این فیلم اقتباسی لایو-اکشن از فیلم به همین نام محصول سال ۲۰۱۶ و به‌طور کلی سومین قسمت از فرنچایز موانا به‌شمار می‌رود.
موانا به‌وسیلهٔ استودیو سینمایی والت دیزنی در ایالات متحده اکران خواهد شد.

## بازیگران
- دوئین جانسون در نقش مائووی

## تولید

### توسعه
در ۳ آوریل ۲۰۲۳ در کانال رسمی یوتیوبِ دوئین جانسون اعلام شد که بازسازی لایو-اکشن موانا (۲۰۱۶) در والت دیزنی پیکچرز در دست توسعه است و جانسون در کنار هیرام و دنی گارسیا برای سون باکس پروداکشنز و بو فلین تهیه‌کنندگی این اقتباس را بر عهده دارند. ستاره اصلی فیلم پویانمایی، یعنی آلیئی کراوالیو به‌عنوان مدیر اجرایی تولید فعالیت می‌کند. در ۳۱ مهٔ ۲۰۲۳، توماس کیل به‌عنوان کارگردان پروژه معرفی شد. انتظار می‌رفت که مراحل گزینش بازیگران در پایان آن سال آغاز شود، اما پروژه به‌دلیل اعتصابات ۲۰۲۳ سگ-افترا تا ۸ نوامبر ۲۰۲۳ به حالت تعلیق درآمد.

### فیلمبرداری
در ابتدا قرار بود تصویربرداری اصلی در اکتبر ۲۰۲۳ در هاوایی و آتلانتا آغاز شود، اما به دلیل اعتصابات سگ-افترا تا سال ۲۰۲۴ به تعویق افتاد. اسکار فائورا به عنوان فیلم‌بردار خدمت خواهد کرد.

## انتشار
موانا ابتدا قرار بود در ۲۷ ژوئن ۲۰۲۵ در ایالات متحده اکران شود اما به‌دلیل وجود فیلم پویانمایی و اعتصابات ۲۰۲۳ سگ-افترا تا ۱۰ ژوئیه ۲۰۲۶ به تعویق افتاد.